# カラーコーディネーター
カラーコーディネーターは、住宅や商業施設、オフィス、ホテル、レストランなどの内外装、景観、サイン計画、インテリア、ファッション、商品デザイン、ディスプレイなどで色彩や配色を助言・提案をする専門家。カラーアドバイザー、カラーコンサルタント、カラープランナーとも呼ぶ。

## カラーコーディネーター検定試験
この試験名は東京商工会議所の登録商標。色彩に関する知識を、主に産業目的に活用する能力を判定し、認定する民間の検定試験。2019年以前は1級、2級、3級の3段階であったが、2020年に大幅に検定試験が変更され、アドバンスクラス、スタンダードクラスの2段階となった。

## 関連する資格

### カラーデザイン検定
ICD国際カラーデザイン協会が実施しているカラーの検定試験。世界標準のカラーシステムPantoneを使って学べるような内容になっており、初心者からプロダクトデザイン、インテリア、ファッション、WEBなど様々な仕事で応用できる知識が身につく。級は3級、2級、1級とある。

### 色彩検定
公益社団法人色彩検定協会主催。文部科学省後援。色に関する幅広い知識や技能を問う検定試験。
第1回検定試験は1990年、受験者数は累計120万人以上など色に関する資格試験では知名度、実績ともに最大手の1つ。1級、2級、3級があり、2・3級は年2回、1級は年1回実施。

### 色と光の能力テスト「TOCOL（トーコル）」
TOCOL®（トーコル）は、Test of Color and Light の略称、色と光の能力テスト。
- 特徴1 - せっかく身につけた専門スキルや資格も現実の社会で使えなければ意味をなさない。実社会で応用できる力を養うためにTOCOL®は、デジタルやユニバーサルデザインなど最先端の色と光を体系的に学べる。
- 特徴2 - テストの結果は一律基準の合格・不合格ではなく、習熟度の高さに応じて測定された点数評価（スコア）。スコアが高いほど各スキルの習熟度が高いことを表している。
- 特徴3 - テスト会場に行くのが難しい受験者のために、インターネットにつながっている自宅や学校などのパソコンのWeb上で受験可能な「Webテスト」を実施している。
- 特徴4 - 「知識の生かし方」を身につける2つのキャリアプランが用意されている。専門知識とプロフェッショナル分野のスキルを、実践で使える力として身につける 「TOCOL®カラープランナー」と専門知識を探求し、学びを続ける大切さ、知識の生かし方を教える「TOCOL®認定講師」がある。

### 色彩士検定
全国美術デザイン教育振興会 (ADEC) 主催。カラーマスター。1級、2級、3級がある。

## 日本の主なカラーコーディネーターおよび団体

### 人物
著書を出版している者に限る（五十音順）。電子書籍および検定テキスト類のみの著者は除く。
- 飯田暢子
- 石黒篤史
- 井上千保子
- 井上のきあ
- 魚田昌美
- 内田順子
- 内田広由紀
- 遠藤慧
- 小尾洋平
- 海保麻里子
- 勝馬ちなつ
- 桑野優子
- 河野万里子
- 小林礼奈
- 桜井輝子
- 佐々木仁美
- サタケシュンスケ
- 渋川育由
- 城一夫
- 末永蒼生
- 高橋ユミ
- 高田裕子
- 武川カオリ
- 伊達千代
- 谷口美佳
- 都外川八恵
- トミヤママチコ
- なかがわやすこ
- 七江亜紀
- 二宮恵理子
- 橋本実千代
- 早川瑠璃子
- 濱田信義
- 眞本悦子
- 三木ゆか
- 南涼子
- 祐貴つばさ
- 龍仁ひとみ

### 団体
- （一社）日本カラーコーディネーター協会
- （一財）日本色彩研究所
- （一社）日本流行色協会
- （一社）色材協会
- （一社）日本ユニバーサルカラー協会
- （一社）日本カラープランニング協会
- （一社）日本カラリスト協会
- （一社）日本カラーマイスター協会
- （一社）日本パーソナルファッションカラーリスト協会
- （一社）日本色彩環境福祉協会
- （一社）色彩自然学の学校
- （一社）日本地域色協会
- NPO法人 カラーユニバーサルデザイン機構
- NPO法人 日本パーソナルカラー協会
- NPO法人 ⾊彩⽣涯教育協会